# Stazione di Shingū-Chūō
La stazione di Shingū-Chūō (新宮中央駅?, Shingū-Chūō-eki) è una stazione ferroviaria situata nella cittadina di  Shingū, nella prefettura di Fukuoka, in Giappone. La stazione è servita dalla linea principale Kagoshima della JR Kyushu, e vi fermano solo i treni locali.

## Linee e servizi ferroviari
JR Kyushu
■ Linea principale Kagoshima

## Struttura
La stazione è costituita da due marciapiedi laterali con due binari passanti in superficie. I marciapiedi sono collegati al fabbricato viaggiatori, posto sopra il piano del ferro, da scale fisse, mobili e ascensori. 
| 1 | ■ Linea principale Kagoshima |  | per Kashii, Hakata, Tosu e Ōmuta           |
| 2 | ■ Linea principale Kagoshima |  | per Akama, Orio, Kurosaki, Kokura e Mojikō |

## Stazioni adiacenti
| «                          | Servizio                   | »                          |
| Linea principale Kagoshima | Linea principale Kagoshima | Linea principale Kagoshima |
| -------------------------- | -------------------------- | -------------------------- |
| Shishibu                   | Locale                     | Fukkōdaimae                |
| Transito                   | Rapido                     | Transito                   |
| Transito                   | Semirapido                 | Transito                   |